# Cải cách điền địa (Việt Nam Cộng hòa)

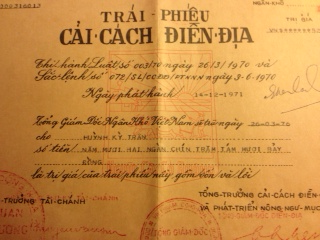
Trái phiếu Cải cách Điền địa cấp năm 1970

Cải cách điền địa là tên gọi chung cho 2 đợt phân phối lại ruộng đất trong khuôn khổ chương trình Cải cách nông nghiệp và Phát triển nông thôn ở miền Nam (từ vĩ tuyến 17 trở xuống phía Nam) từ 1954-1975 sau Hiệp định Genève do Việt Nam Cộng hòa thực hiện.

## Cải cách lần 1 (Thời Đệ nhất Cộng hòa)

### Bối cảnh
Tính đến thập niên 1950 tại miền Nam Việt Nam thì tình hình sở hữu ruộng đất có rất nhiều chênh lệch: 2,5% đại điền chủ sở hữu 45% tổng số ruộng trong khi 73% tiểu điền chủ chỉ chia nhau 15% diện tích còn lại. Có nơi sự chênh lệch lên rất cao như ở Bạc Liêu: 4% điền chủ sở hữu 70% ruộng đất. Ngược lại 72% dân cày trong tỉnh Bạc Liêu không có ruộng. Hơn nữa một số điền chủ lớn là ngoại kiều Pháp như Domaine Agricole de l'Ouest làm chủ hơn 20.000 ha.
Trước khi đợt cải cách điền địa lần đầu tiên của Việt Nam Cộng hòa do chính phủ Đệ nhất Cộng hòa thời Ngô Đình Diệm thi hành, tại các vùng Việt Nam Dân chủ Cộng hòa kiểm soát ở phía nam vĩ tuyến 17 - rẻo đất Trung Bộ và một số nơi ở đồng bằng sông Cửu Long - chính phủ Việt Minh đã tịch thu không bồi thường các nông trại trồng lúa của Pháp và những địa chủ cộng tác với Pháp rồi chia những vùng đất này cho tá điền và nông dân. Ở hầu hết các vùng còn lại, bao gồm những vùng đã từng thuộc về các giáo phái, những người nông dân cũng tự thực hiện cải cách ruộng đất. Nhiều địa chủ đã bỏ đồng ruộng của mình lên thành phố ở để tránh các cuộc xung đột vũ trang và tìm sự an toàn. Nông dân đã chia nhau những vùng ruộng đất này và ngưng nộp tô cho những thửa ruộng tự canh.

### Nội dung
Trong hai năm 1955 – 1956, chính phủ Mỹ đã cử một phái đoàn cố vấn do W. Ladejinsky (một chuyên gia về cải cách điền địa đã từng giúp Tổng thống Tưởng Giới Thạch thực hiện cải cách điền địa ở vùng lãnh thổ Đài Loan - tức Trung Hoa Dân Quốc) sang miền Nam Việt Nam giúp Chính phủ Việt Nam Cộng hòa soạn thảo chính sách ruộng đất. Báo Công Luận ra ngày 7 tháng 7 năm 1969 cho biết từ năm 1955 đến năm 1960 Mỹ đã viện trợ 12 triệu USD cho Chính phủ Việt Nam Cộng hòa để thực hiện chính sách trên.
Nội dung cải cách điền địa của Ngô Đình Diệm chủ yếu trong bốn đạo dụ:
- Dụ số 2 (Ngày 8/1/1955) quy định mức thu tô (giá thuê đất) tối đa và lãi suất mà điền chủ được áp dụng.

1. Mức tô tối đa từ 10 đến 15% trên số lúa thu hoạch cho ruộng làm 1 mùa / năm.
2. Mức tô tối đa từ 15 đến 25% cho mùa gặt chính của ruộng 2 mùa / năm.

- Dụ số 7 (Ngày 5/2/1955) quy định việc thuê đất phải có khế ước (hợp đồng) tá điền. Thời hạn khế ước tối thiểu là 5 năm, có tái ký. Tá điền có quyền trả đất và phải báo trước chủ đất 6 tháng. Chủ đất muốn lấy đất lại phải báo trước tá điền 3 năm. Khế ước được chia thành ba loại:

1. Loại A: đối với ruộng đang canh tác có chủ
2. Loại B: đối với ruộng hoang có chủ
3. Loại C: đối với ruộng hoang vắng chủ (Hội đồng xã thay mặt chủ đất ký khế ước với nông dân)

- Dụ số 28 (Ngày 30/4/1956) quy định quy chế tá điền
- Dụ số 57 (Ngày 20/10/1956) quy định việc truất hữu địa chủ. Mỗi địa chủ chỉ được giữ lại 100 ha ruộng đất và 15 ha ruộng hương hỏa. Ruộng bị truất hữu sẽ được đem bán lại cho những người thiếu ruộng, mỗi hộ không quá 5 ha, người mua sẽ trả tiền trong thời gian 6 năm. Trong thời gian đó ruộng đất vẫn thuộc quyền sở hữu của chính quyền. Trong 10 năm kế tiếp, người được phát ruộng không được cho mướn hay đem bán lại. Địa chủ sẽ được bồi thường 10% tiền mặt, số còn lại được trả bằng trái phiếu trong 12 năm, mỗi năm lời 5%.

Với chính phủ của Ngô Đình Diệm thì thực chất dụ số 2 và dụ số 7 không phải là chính sách mới vì "phần lớn chương trình cải cách điền địa năm 1956 chỉ là sao chép chương trình cải cách trước kia của Bảo Đại".

### Thi hành
Miền Nam Việt Nam đã thực hiện chính sách tư hữu hóa ruộng đất cho các tá điền qua công cuộc Cải Cách Điền Địa do Tổng thống Ngô Đình Diệm thực hiện trong những năm 1955-1963. Hai văn bản chủ yếu là Dụ số 2 (thông qua ngày 8 tháng 1 năm 1955) và Dụ số 7 (thông qua ngày 5 tháng 2 năm 1955) quy định chính sách giảm tô, thu hồi ruộng đất bỏ hoang, và bảo đảm hợp đồng cho tá điền.
Từ trước, ở Việt Nam, việc thuê đất không có giấy tờ hợp đồng giữa người thuê mướn và chủ đất. Giá thuê đất từ 40% đến 60%, tùy theo đất tốt xấu, trên số lúa thu hoạch. Dụ số 2 quy định mức thu tô (giá thuê đất) tối đa và lãi suất mà điền chủ được áp dụng. Từ nay:
1. Mức tô tối đa từ 10 đến 15% trên số lúa thu hoạch cho ruộng làm 1 mùa / năm.
2. Mức tô tối đa từ 15 đến 25% cho mùa gặt chính của ruộng 2 mùa / năm.

Dụ số 7 buộc chủ đất phải lập hợp đồng với nông dân. Thời hạn hợp đồng là 5 năm, có tái ký. Tá điền có quyền trả đất và phải báo trước chủ đất 6 tháng. Chủ đất muốn lấy đất lại phải báo trước tá điền 3 năm.
Sau khi làm Tổng thống, Ngô Đình Diệm ban hành Dụ số 57 ngày 22 tháng 10 năm 1956 ấn định thể thức phân phát đất. Theo đó thì chủ điền chỉ được giữ tối đa là 100 ha, trong đó 30 ha phải trực canh và 70 ha còn lại có thể cho tá điền thuê theo quy chế tá canh. Diện tích quá 100 ha luật pháp quy định phải bán lại cho người không có đất. Tuy theo quy định, mỗi người chỉ được giữ tối đa 100 ha, nhưng một người có thể né tránh quy định này bằng cách chia nhỏ đất của mình cho các thành viên trong gia đình. Tổng cộng là 2.033 điền chủ sở hữu 425.000 ha bị ảnh hưởng. Thêm vào đó là 245.000 ha của 430 điền chủ mang quốc tịch Pháp cũng thuộc vào trường hợp phải nhượng lại cho chính phủ. Vì chiến tranh nhiều người bỏ ra thành thị sinh sống nên số đất bỏ hoang tính ra lên đến 1,3 triệu ha. Trong thời gian Chính phủ kiểm kê, nếu chủ đất vẫn vắng mặt, số đất này bị trưng thu để bán cho nông dân.
Chính phủ đề ra bốn diện ưu tiên nhận đất theo thứ tự sau đây:
1. Người đã tá canh hơn hai năm,
2. Cựu chiến binh,
3. Dân di cư
4. Người thất nghiệp.[5]

Chính phủ Việt Nam Cộng hòa lúc đó đã bồi thường số đất bị truất hữu (tước quyền sở hữu) cho chủ điền bằng 10% tiền mặt và 90% công trái phiếu hạn 12 năm. Tá điền có quyền mua trả góp đất của chính phủ với giá tiền chính phủ bồi thường chủ điền. Vốn và lãi trả trong vòng 12 năm với lãi suất 3%/năm. Diện tích đất tối đa một người nông dân được mua là 5 ha.
Vì một số điền chủ mang quốc tịch Pháp nên chính phủ Pháp cũng can thiệp bằng cách mua lại đất trồng lúa của điền chủ Pháp với giá 1 tỷ 490 triệu franc Pháp (tương đương với thời giá 2,9 triệu Mỹ kim), tính bình quân là 11 Mỹ kim mỗi ha, thấp hơn giá thị trường nhiều nhưng điền chủ sẽ nhận tiền ở Pháp. Ngược lại nếu điền chủ Pháp thuận theo hợp đồng của Việt Nam Cộng hòa thì bình quân là 60-65 Mỹ kim  (theo hối suất 70 đồng đổi một Mỹ kim). Tính đến năm 1959 thì 200.000 trên tổng số 245.000 ha của Pháp kiều đã chuyển nhượng lại cho chính phủ Việt Nam Cộng hòa.
Với chương trình cải cách điền địa này, chính phủ Ngô Đình Diệm đã thu lại và trả cho địa chủ cũ tất cả các vùng đất mà Việt Minh đã phân chia cho các tá điền, tịch thu và trả lại cho chủ đất cũ những vùng đất bị bỏ lại mà nông dân địa phương đã chiếm, mua lại tất cả tài sản từng thuộc về người Pháp. Những nông dân bị chính phủ thu hồi đất trả cho địa chủ cũ trở thành người không có đất. Những mảnh đất này sau đó được chính phủ mua rồi bán lại cho nông dân. Rất nhiều đất được bán hoặc cấp cho những người di cư từ miền Bắc di cư thay vì nông dân miền Nam. Trung tướng Trần Văn Đôn, Tổng tham mưu trưởng của chính phủ Ngô Đình Diệm – đồng thời cũng là một địa chủ bị chính quyền truất hữu, đã nói: "Dòng họ nhà Trần chúng tôi có hơn 1.500 ha đất bị truất hữu số đó được chia thành từng lô, mỗi lô 5 ha để bán lại. Nhưng chính phủ lại đem bán cho những người Bắc Việt di cư chứ không phải bán lại cho số 400 tá điền cũ của dòng họ nhà tôi, gốc Nam Bộ". Những phần đất chưa được chính phủ mua vẫn thuộc các chủ đất cũ người Việt, một số đất thông qua chương trình cải cách điền địa tới tay những người có khả năng mua với tiền trả dần từng năm. Tổng thống Ngô Đình Diệm tuyên bố quyết tâm tránh dùng biện pháp mà ông coi là ăn cướp và tra tấn dã man như phong trào Cải cách ruộng đất ở miền Bắc, ông chỉ thị cho các quan chức địa phương trả tiền mua số đất vượt quá giới hạn, chứ không tịch thu. Sau đó chính phủ sẽ chia nhỏ số đất vượt giới hạn này để bán cho các nông dân chưa có ruộng, và họ được vay một khoản tiền không phải trả lãi trong kỳ hạn sáu năm để mua.
Tốc độ thực hiện phân phối lại ruộng đất bằng chương trình Cải cách điền địa khá chậm. Theo Gabriel Kolko, vào năm 1961, khi chương trình này trên thực tế đã chấm dứt. Tổng thống Diệm đã thu được 422.000 ha cộng với ruộng đất của Pháp, thành ra vào khoảng 650.000 ha. Trong số này chỉ 244.000 ha được chia lại sau cuối năm 1958, chủ yếu cho người di cư Thiên Chúa giáo miền Bắc, cựu chiến binh hoặc những người mới tới. Lấy ví dụ tỉnh Long An, trong số khoảng 35.000 hộ nông dân ở Long An phải thuê một phần hoặc toàn bộ đất canh tác, chỉ có 3.613 hộ đủ tiêu chuẩn được mua đất theo Dụ số 57; hơn nữa, thủ tục quá chậm chạp đến nỗi cho đến tận năm 1960, khi chính quyền Long An đã rơi vào hoàn cảnh nguy ngập, mới chỉ có 973 giấy chứng nhận sở hữu đất ruộng được cơ quan Bộ ở Sài Gòn gửi về.
Sau khi Tổng thống Ngô Đình Diệm bị ám sát, nền chính trị miền Nam bất ổn trong một thời gian. Do đó chính sách Cải cách điền địa của Việt Nam Cộng hoà bị gián đoạn từ năm 1963 đến năm 1967.
Một biện pháp phụ lực trong cuộc cải cách điền điạ thời Đệ nhất Cộng hòa là sự hình thành của Quốc gia nông tín cuộc (tiếng Anh: National Agricultural Credit Office, viết tắt là NACO). Chủ trương của chính phủ là giúp vốn cho nhà nông mua ruộng và phát triển năng suất vì dân quê thiếu vốn. Khi cần tiền thì nhà nông hay bị thương lái dồn vào thế vay nặng lãi khiến không trả được nợ, phải bán cả ruộng vườn. NACO đặt ưu tiên cho nông dân vào hợp tác xã, khi vay được lãi thấp chỉ 5%. Cá nhân vay thì phải chịu 6-8%. Tính đến cuối năm 1959 thì NACO sở hữu số vốn 24,8 triệu Mỹ kim, trong đó 15,3 triệu do Hoa Kỳ tài trợ.

### Kết quả
Đến năm 1958, Ngô Đình Diệm đã khôi phục được kiểu sở hữu đất tại đồng bằng Nam Bộ về lại như thời trước chiến tranh khi 2% chủ đất sở hữu 45% đất đai và khoảng một nửa số người cày không có ruộng.
Ngày 30 tháng 6 năm 1959, chủ yếu ở đồng bằng sông Cửu Long số khế ước tá điền lập được đã lên tới 774.286 ha (Loại A: 576.856 ha, loại B và C: 197.530 ha), liên quan tới khoảng ¾ số tá điền.
Khế ước quy định mức tô tối đa là 25% đối với mùa gặt chính của ruộng 2 mùa/năm nhưng trong thực tế thì địa chủ bắt ép nông dân nộp tô hơn mức quy định rất nhiều. Mức tô phổ biến trong giai đoạn này là 25% - 40% hoa lợi. Còn theo báo Tự Do (báo của chính quyền Việt Nam Cộng hòa) số ra ngày 3/3/1961 thừa nhận: "Tuy khế ước quy định tô 15% nhưng thực tế địa chủ đã thu tô 45 – 50% như cũ, những năm mất mùa cũng không được giảm tô".
Theo tạp chí Chấn Hưng Kinh Tế đã thống kê như sau:
- Diện tích truất hữu (2035 chủ điền) = 430.319 ha (chiếm 94%)
- Diện tích đã được bồi thường = 340.744 ha
- Diện tích có đơn xin mua = 297.018 ha
- Diện tích đã cấp bán (123.193 tá điền) = 345.851 ha
- Diện tích mua trực tiếp của chủ điền (2857 tá điền) = 6.362 ha
- Diện tích mua của điền chủ Pháp = 220.842 ha (Thỏa ước Việt-Pháp ngày 10/9/1958)
- Số tiền bồi thường bằng chi phiếu = 165.497.567 đồng
- Số tiền bồi thường bằng trái phiếu = 1.195.380.000 đồng

Theo số liệu trên, tính chung cả miền Nam, chính quyền đã thu hồi 430.319 ha và bán lại cho 123.193 nông dân. So với 1 triệu hộ tá điền ở đồng bằng sông Cửu Long thì rõ ràng dụ 57 về cơ bản không ảnh hưởng bao nhiêu.

### Đánh giá
Theo quan điểm của cộng sản, Chương trình cải cách điền địa tước đoạt đất đai của nông dân, khôi phục lại hình thức sở hữu phong kiến, phục hồi giai cấp địa chủ ăn bám, bóc lột nông dân. Chính phủ Ngô Đình Diệm áp dụng chính sách Ấp chiến lược, buộc nông dân phải rời bỏ nhà cửa, vào sống trong các khu ấp bị cách ly với bên ngoài, muốn ra vào phải tuân theo khung giờ và xuất trình giấy tờ. Đây là những thất bại chính trị to lớn của chính phủ Ngô Đình Diệm và cũng là nguyên nhân sâu xa khiến nông dân ủng hộ cuộc kháng chiến của cộng sản.
Hạn chế khác của chương trình Cải cách điền địa là mức giới hạn diện tích sở hữu 100 ha được đánh giá là lớn trong thực tế Việt Nam. Đây là mức cao hơn 30 lần so với các mức giới hạn được đặt ra với mục đích tương tự ở Nhật Bản, Hàn Quốc và Đài Loan. Chính vì thế chỉ khoảng 10% nông dân miền Nam mua được đất từ việc triển khai Dụ số 57.
Theo đánh giá của Kevin Gray (Đại học Sussex), chính sách đất đai của Việt Minh (và sau này là Mặt trận dân tộc giải phóng miền Nam) là chống lại di sản của thực dân Pháp, cùng với tinh thần dân tộc đã giúp họ có được sự hỗ trợ mạnh của nông dân. Những chính sách của Ngô Đình Diệm với vấn đề đất đai thì lại nửa vời, ông ta đã kế thừa các di sản của thực dân Pháp hơn là đưa ra những cải cách. Chính sách của ông ta đã khôi phục mối quan hệ địa chủ - tá điền với hàng trăm ngàn gia đình ở các khu vực trước đây do Việt Minh kiểm soát. Sự thất bại của cuộc cải cách do cả yếu tố bên trong và bên ngoài. Trong khi bản thân Diệm không phải là địa chủ lớn, phần lớn sự hỗ trợ của ông ta nằm ở các chuyên gia và các quan chức, những người có gia đình đã chiếm giữ những vị trí quan trọng từ các cơ quan chính phủ xuống cấp tỉnh và làng. Do đó, những người chịu trách nhiệm thi hành cải cách điền địa cũng sẽ là những người dễ bị mất nhiều tài sản nhất nếu nó được thi hành rốt ráo. Các quan chức Hoa Kỳ cũng không chú trọng nhiều đến những bất bình đẳng, họ không muốn thừa nhận rằng chính sách của Mặt trận dân tộc giải phóng miền Nam đã thành công trong việc mang lại lợi ích kinh tế và xã hội cho hàng triệu nông dân. Thay vào đó, họ thích dùng các giải pháp kỹ thuật hoặc quan liêu cho vấn đề bất ổn ở nông thôn. Do đó, chính phủ Diệm đã chọn những giải pháp mà không động đến quyền lực của tầng lớp địa chủ. Ví dụ, ông ta đưa ra một "Chiến dịch Hành động Công dân", theo đó sẽ cử cán bộ xuống sống ở các thôn bản để thúc đẩy sự ủng hộ với chính phủ. Tuy nhiên, nhiều người trong số này là những người Công giáo từ miền Trung và miền Bắc Việt Nam, họ có những khác biệt lớn về văn hoá so với cộng đồng địa phương, do đó đã phá hoại mục đích của chương trình. Nạn tham nhũng và một chiến dịch chống cộng mạnh mẽ đã dẫn đến việc ngược đãi những người vô tội và kích động sự thù địch hơn nữa đối với chế độ Ngô Đình Diệm.
Joseph A. Amter nhận xét:
Ở nông thôn, Diệm hoàn toàn triệt bỏ chính sách ruộng đất được lòng dân của Việt Minh trước đây. Năm 1954, sau khi đánh bại người Pháp, những người Cộng sản đã lấy tất cả đất đai đã được giải phóng chia cho nông dân. Tác động của cử chỉ đó rất sôi nổi. Như một chiến sĩ du kích đã thừa nhận: “bọn chúng không hiểu được người nông dân cùng khổ như thế nào. Khi kháng chiến giải quyết vấn đề ruộng đất thì ở nông thôn có hạnh phúc và nổi dậy mạnh mẽ. Ý nghĩa cụ thể của nền độc lập là bảo vệ ruộng đất”. Rồi thình lình đúng vào lúc người nông dân nghĩ rằng ruộng đất là của họ, thì Diệm nhảy ra sân khấu và dùng sức mạnh giật lấy ruộng đất của họ. Tệ hơn nữa là ông ta chuyển quyền sở hữu ruộng đất cho bạn bè của ông ta là những địa chủ vắng mặt đến sống ở Sài Gòn. Đáng ra được làm chủ một mảnh đất nhỏ, mỗi một nông dân lại trở thành một tá điền lần nữa, chịu những thuế mới cho chính phủ Diệm và cho giai cấp có đặc quyền đặc lợi
Theo quan sát của một số học giả, đường lối Cải cách điền địa mà Ngô Đình Diệm đề ra đã bị nông dân miền Nam phản đối dữ dội. Trong khi Việt Minh đã giảm thuế, xóa nợ và tịch thu ruộng đất của địa chủ chia cho nông dân nghèo, Ngô Đình Diệm đã đưa giai cấp địa chủ trở lại. Đến cuối thời Ngô Đình Diệm, 2% đại điền chủ sở hữu 45% tổng số ruộng trong khi 73% tiểu nông chỉ nắm giữ 15%, khoảng một nửa số người cày không có ruộng. Hạn mức đất được quy định rất lớn (100 hecta), nên hiếm có địa chủ nào phải trả lại đất, số đất thu được cũng chủ yếu là chia cho người Thiên Chúa giáo di cư vào từ miền Bắc. Đất của các Giáo xứ Công giáo thì còn được Ngô Đình Diệm cho miễn thuế và hạn mức. Nông dân phải trả lại đất cho địa chủ rồi phải trả tiền thuê đất và phải nộp thuế đất cho quân đội. Khế ước quy định mức tô tối đa là 25% nhưng trong thực tế thì mức nộp tô phổ biến là 40% hoa lợi Điều này tạo ra một cơn giận dữ ở nông thôn, quân đội của Ngô Đình Diệm bị mắng chửi là "tàn nhẫn hệt như bọn Pháp". Kết quả là tại nông thôn, 75% người dân ủng hộ quân Giải phóng, 20% trung lập trong khi chỉ có 5% ủng hộ chế độ Ngô Đình Diệm.
Vì những hạn chế này nên Việt Nam Cộng hòa phải tiếp tục thực hiện Cải cách điền địa đợt hai bằng Luật "Người Cày Có Ruộng" vào năm 1970.

## Cải cách lần 2 (Thời Đệ Nhị Cộng hòa)

### Bối cảnh

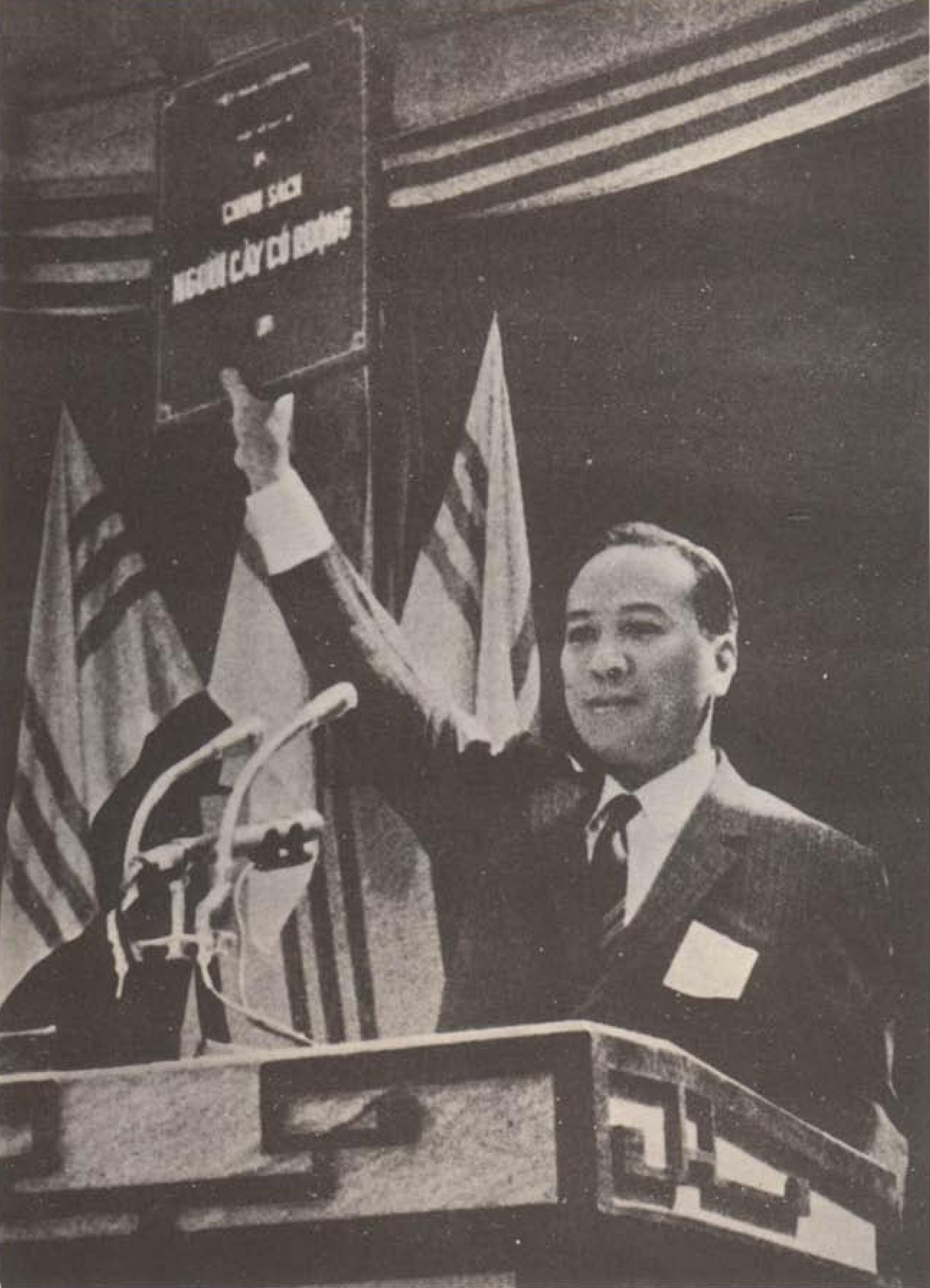
Tổng thống Nguyễn Văn Thiệu tuyên bố luật "Người Cày Có Ruộng"

Ngày 8/10/1965, Chủ tịch Ủy ban Lãnh đạo Quốc gia, tướng Nguyễn Văn Thiệu ký Sắc Luật 020/65 để sửa đổi Dụ 57, "cấp quyền sở hữu thiệt thọ cho nông dân mua ruộng truất hữu". Đúng một năm sau, ông ký Sắc Luật số 021/66 "cấp quyền thực trưng vô thường trên những sở đất thuộc công sản Quốc gia tại các Dinh điền và Trại định cư cho những người đang thực sự khai khẩn".
Cuộc tổng tấn công và nổi dậy Tết Mậu Thân 1968 buộc Mỹ phải xuống thang và chuyển sang chiến lược "Việt Nam hóa chiến tranh". Vì một vùng nông thôn rộng lớn đã ở dưới quyền kiểm soát của Mặt trận Dân tộc Giải phóng miền Nam Việt Nam nên Mỹ và Việt Nam Cộng hòa càng chú ý đến việc giành lại đất đai ở nông thôn. Trong chương trình nghị sự giữa Richard Nixon và Nguyễn Văn Thiệu thời Đệ Nhị Cộng hòa tại đảo Midway tháng 6 năm 1969, vấn đề nông thôn và cải cách điền địa đã được ghi lên hàng đầu. Nixon hứa sẽ viện trợ 40 triệu USD cho chương trình cải cách điền địa này.
Tháng 1/1967, tổng thống Nguyễn Văn Thiệu đề nghị chọn An Giang làm nơi thí điểm. Kinh nghiệm An Giang được áp dụng vào hai tỉnh Chương Thiện và Kiến Tường rồi lan ra những tỉnh khác.
Ngày 25 tháng 8 năm 1969, Tổng thống Nguyễn Văn Thiệu đưa ra dự luật để quốc hội thảo luận, trong đó việc rút bớt ruộng đất để lại cho địa chủ xuống còn 15 ha ở Nam phần, 5 ha ở Trung phần và cấp không 1,5 triệu ha ruộng lúa cho hơn 80 vạn nông dân. Tháng 9 năm 1969, Hạ viện thông qua sau đó Ủy ban Canh Nông Thượng viện xem xét và tu sửa lại. Cuối cùng cả lưỡng viện đều thống nhất chuẩn y chính sách Người cày có ruộng.
Ngày 9 tháng 9 năm 1969, thì Nixon phái Richard I. Hogh, một chuyên gia về phát triển nông thôn châu Á, cùng với 35 chuyên viên người Việt và Mỹ sang Sài Gòn trực tiếp cố vấn chương trình cải cách điền địa. Ngoài 40 triệu Mỹ kim (tương đương 11 tỷ đồng Việt Nam Cộng hòa) bỏ ra thì chính quyền Đệ Nhị Cộng hòa còn bỏ ra 178 triệu đồng để chi cho việc soạn thảo luật "Người Cày Có Ruộng".
Từ tháng 8 năm 1969 đến tháng 3 năm 1970, sau một thời gian tranh luận khá gay go trong Quốc hội vì nhiều dân biểu là địa chủ không muốn bị truất hữu, cuối cùng thì đạo luật được Thượng viện thông qua ngày 6 tháng 3 năm 1970 và Hạ viện chung quyết ngày 16 tháng 3 năm 1970. Ngày 26 tháng 3 năm 1970, Tổng thống Nguyễn Văn Thiệu đã ký tại Cần Thơ sắc lệnh số 003/60 ban hành luật "Người Cày Có Ruộng". Ông nói: "Hôm nay là ngày vui sướng nhất của đời tôi." Ngày ban hành luật "Người Cày Có Ruộng" được coi là ngày nghỉ lễ toàn quốc.

### Nội dung
Luật quy định ruộng đất không trực canh (không do địa chủ canh tác) đương nhiên bị truất hữu và phải được bồi thường thỏa đáng theo thời giá. Chính phủ sẽ phát hành công khố phiếu để chi trả những khoản này. Chủ đất được bồi thường 20% bằng hiện kim và 80% bằng công khố phiếu trả 10% lãi trong tám năm. Giá trị của đất ruộng quy định là 2,5 lần giá năng suất thóc từ khoảnh đất đó.
Ruộng đất truất hữu được ưu tiên cấp phát miễn phí cho tá điền (3 ha ở Nam phần và 1 ha ở Cao nguyên, duyên hải Trung phần). Điền chủ trực canh chỉ được giữ tối đa 15 ha ở Nam Phần hay 5 ha ở Trung Phần. Tuy nhiên, Luật "Người Cày Có Ruộng" không áp dụng đối với ruộng đất của các tổ chức tôn giáo và ruộng đất hương hỏa gia đình của người dân. Mục tiêu của việc cải cách này là cấp miễn phí 1,5 triệu hecta ruộng lúa cho 80 vạn hộ nông dân, đồng thời cấp giấy chứng nhận sở hữu ruộng đất cho nông dân. Người nhận đất theo quy định chương trình Người cày có ruộng thì không được sang nhượng hay bán lại thửa đất đó trong vòng 15 năm.
Ngoài ra chính sách ruộng đất còn có ba điểm mới đem vào thực hành:
- Địa chủ không có quyền bắt tá điền nộp địa tô thuộc những năm trước.
- Nông dân lãnh ruộng do Việt Cộng cấp cũng được miễn thuế trong một thời gian.
- Nông dân lãnh ruộng do Việt Cộng cấp sẽ được nhận bằng khoán để chính thức sở hữu số ruộng đó.

Tính đến năm 1973 thì hơn một triệu ha ruộng đã được chuyển sang quyền sở hữu của hơn 850.000 tá điền. Chương trình đã hủy bỏ được quy chế tá điền tồn tại nhiều thế kỷ.

### Thi hành
Người Mỹ ủng hộ việc cải cách điền địa của Việt Nam Cộng hòa. Cơ quan viện trợ Mỹ USAID là nguồn hỗ trợ một phần tài chính và kỹ thuật cho chương trình này.
Đối với luật "Người Cày Có Ruộng", Tổng thống Thiệu cho lập ra nhiều Ủy ban cải cách điền địa từ huyện đến xã. Các ủy ban này có nhiệm vụ kê khai ruộng đất canh tác của nông dân, ruộng đất thuộc sở hữu của địa chủ. Căn cứ vào số liệu do các Ủy ban Cải cách Điền địa thu thập được, Việt Nam Cộng hòa cấp chứng khoán để xác nhận quyền sở hữu ruộng đất của nông dân. Những ai không kê khai ruộng đất hoặc không nhận chứng khoán thì ruộng đất sẽ bị tịch thu và xem như có hành động ngăn cản việc thi hành người cày có ruộng. Những hành động này sẽ bị phạt tù từ 6 tháng đến 3 năm và phạt tiền từ 20.000 đến 200.000 đồng (Điều 17, chương 5 luật "Người Cày Có Ruộng").
Cùng với việc cải cách điền địa, Việt Nam Cộng hòa cũng thực hiện một số chính sách phát triển nông nghiệp - nông thôn như phổ biến giống lúa mới IR-8 (lúa Thần nông) được Viện Nghiên cứu Lúa Gạo Quốc tế (International Rice Research Institute - IRRI) ở Philippines phát minh. Đồng thời Việt Nam Cộng hòa cũng thành lập một số ngân hàng phát triển nông thôn như năm 1967 thành lập Ngân hàng Phát triển Nông nghiệp (Agricultural Development Bank of Vietnam - ADBV) thay Quốc gia Nông Tín Cuộc, năm 1969 thành lập Ngân hàng Nông thôn.

### Kết quả
Ở miền Nam, trong đợt 1, đất đai của địa chủ được chính phủ thu mua giá cả sòng phẳng rồi bán trả góp 12 năm cho dân nghèo. Trong đợt 2, đại địa chủ chỉ được giữ tối đa 15 ha nếu trực canh, sau năm 1973 đã chấm dứt nạn tá canh làm thuê ruộng của chủ điền vì nông dân đã được cấp, bán trả góp. Ở miền Nam Việt Nam, phương thức sản xuất nông nghiệp kiểu phong kiến đã bị xoá sạch. Những phương pháp canh tác mới có tiến bộ kỹ thuật đã được áp dụng để gia tăng năng suất. Sau khi hoàn tất chương trình "Người Cày Có Ruộng" trong những năm 1970-1973, Việt Nam Cộng hoà đã có 80 phần trăm tư sản trung nông hóa và thành phần nông dân này là lực lượng chính của sản xuất nông nghiệp ở miền Nam Việt Nam.
Ba năm sau khi triển khai chương trình này, tổng cộng có 75 vạn hộ gia đình, gồm khoảng 5 triệu người, đã được cấp đất. Còn lại khoảng 20 phần trăm là phú nông và tư sản trung nông giàu sở hữu chừng 10 phần trăm ruộng đất canh tác. Số người nông dân giàu có này ngoài việc canh tác số ruộng đất sau khi đã truất hữu còn lại, họ cũng kinh doanh các dịch vụ cơ khí nông nghiệp, lưu thông hàng hoá nông sản phẩm, chế biến thực phẩm nông sản trong một thị trường thương nghiệp nông thôn và lao động nông nghiệp rất tự do. Sau khi Việt Nam Cộng hòa hoàn tất chương trình "Người Cày Có Ruộng" thì không còn thành phần đại địa chủ ở miền Nam Việt Nam. Trong ba năm 1970-1973, kết quả của chương trình "Người Cày Có Ruộng" là đã chấm dứt chế độ tá canh ở miền Nam Việt Nam khi tá điền trở thành điền chủ.
Năm 1960 đánh dấu mức cao nhất trong lịch sử kinh tế Việt Nam Cộng hoà, với 340.000 tấn gạo được xuất cảng. Từ năm đó, nông thôn bắt đầu thiếu an ninh, ruộng đất thiếu người cày, xuất cảng gạo xuống dần, và tới năm 1962, còn 85 ngàn tấn. Từ năm 1965, đã có lúc phải nhập cảng gạo có năm lên tới 760.000 tấn. Nhờ những chính sách phát triển nông thôn, từ năm 1970, sản xuất lúa gạo tại miền Nam đã tăng trưởng. Thêm vào đó là nhờ tiến bộ kỹ thuật: loại lúa giống IR-8 phát xuất ở Philippines được đem vào đồng bằng Cửu Long, nhờ phát triển nhanh và tốt, còn được gọi là "lúa Thần nông". Đến năm 1971 thì lúa Thần nông đã phủ được trên 2,6 triệu ha ruộng, bằng 42% diện tích canh tác.
Kết quả chương trình "Người Cày Có Ruộng" theo số liệu của Tổng nha Điền Địa (tính đến ngày 15/7/1974):
- Toàn miền Nam cấp phát = 1.290.949 ha
- Đồng bằng sông Cửu Long = 1.154.371 ha (ruộng tư 1.099.382 ha; ruộng công 54.989 ha)
- Chứng thư cấp đất = 693.258 chứng thư
- Số tiền bồi thường = 151 tỷ đồng (số liệu 26/4/1974)

Luật "Người Cày Có Ruộng" không hề đụng chạm đến ruộng đất của tôn giáo nên ngay sau năm 1975, các tôn giáo còn sở hữu rất nhiều ruộng đất. Phật giáo, Hòa Hảo và Cao Đài còn chiếm không đáng kể, nhưng đáng chú ý nhất là sự sở hữu lớn của các nhà thờ Thiên chúa giáo. Nhà thờ Cầu Ngang (huyện Tiểu Cần, Cửu Long) sở hữu 529 ha, nhà thờ Bãi Sang (huyện Càng Long, Cửu Long) sở hữu 432 ha, nhà thờ Bình Hạnh Đông (huyện Phú Tân, An Giang) sở hữu 570 ha. Ở tỉnh Long Châu Hà cũ, trong tổng số ruộng đất canh tác của tỉnh, tôn giáo chiếm 5% (7.848 ha) trong đó Thiên chúa giáo chiếm 7205 ha.

### Đánh giá
Báo chí Hoa Kỳ hết lời ca ngợi chương trình "Người Cày Có Ruộng"; tờ Washington Evening Star gọi đó là "Tin tức tốt đẹp nhất đến từ Việt Nam kể từ khi kết thúc sự chiếm đóng của người Nhật." Còn tờ The New York Times cho rằng "Có lẽ đây là cuộc cải cách ruộng đất không cộng sản mang nhiều tham vọng và tiến bộ nhất của thể kỷ 20."
Theo ông Nguyễn Tiến Hưng trong sách Khi đồng minh tháo chạy: "Nhiều quan sát viên quốc tế đã cho chương trình "Người Cày Có Ruộng" là một trong những chương trình cải cách điền địa thành công nhất ở các nước hậu tiến. Nó là điểm vàng son của nền Đệ Nhị Cộng hòa". Chương trình này đã tạo ra một tầng lớp tiểu nông đông đảo, thúc đẩy kinh tế hàng hóa trong nông nghiệp phát triển. Nông dân hăng hái sản xuất và năng suất lao động trong sản xuất lúa gạo tăng lên nhanh chóng, đời sống của nông dân được cải thiện.
Tuy nhiên, báo Chính Luận (ngày 23 tháng 2 năm 1971) đưa tin: Ngày 22 tháng 2 năm 1971, sau gần một năm luật "Người Cày Có Ruộng" được ban hành, dân biểu Trần Văn Quá, chủ tịch ủy ban canh nông của thượng viện đã tiết lộ: "Hầu hết số ruộng này đã được Việt Cộng cấp không cho nông dân từ mấy năm trước, nay luật "Người Cày Có Ruộng" xem như hợp thức hoá tình trạng đó", tức là chương trình này được đặt ra đã ngầm công nhận kết quả của việc cải cách ruộng đất do Mặt trận Dân tộc giải phóng miền Nam thực hiện.